# Mini-Mental-Status-Test
Der Mini-Mental-Status-Test (Abk. MMST) wurde 1975 von Folstein und Kollegen entwickelt, um ein für den klinischen Alltag geeignetes Screening-Verfahren zur Feststellung kognitiver Defizite zu bieten. Seit seiner Einführung in den klinischen Alltag hat er sich als zuverlässiges Hilfsmittel zur Erstbeurteilung eines Patienten wie auch zur Verlaufskontrolle erwiesen. Dadurch ist er inzwischen das meistverwendete Instrument bei der Diagnose von Demenz und Alzheimer. Der MMST wird häufig auch als Folstein-Test bezeichnet, ebenfalls gängig ist die Abkürzung Mini-Mental oder die englische Bezeichnung Mini-Mental-State-Examination (MMSE).

## Test-Ablauf

### Durchführung

Zwei verschränkte 5-Ecke, die bei dem Test verwendet werden

Der Mini-Mental-Status-Test wird als Interview mit dem Patienten durchgeführt. Anhand von 9 Aufgabenkomplexen werden zentrale kognitive Funktionen überprüft (zeitliche und räumliche Orientierung, Merk- und Erinnerungsfähigkeit, Aufmerksamkeit, Sprache und Sprachverständnis, außerdem Lesen, Schreiben, Zeichnen und Rechnen). Die Durchführung dauert in der Regel ca. elf Minuten. Die Aufgaben des MMST umfassen sowohl das Beantworten von Fragen als auch das Ausführen einfacher Handlungen (z. B. „Welches Jahr haben wir?“, Nachsprechen, Blatt Papier falten und auf den Boden legen). Im Einzelnen sind die Aufgaben:
1. Frage nach aktueller Zeit und wenn nötig ergänzende Nachfrage bzgl. Jahr, Monat, Wochentag, Tag, Jahreszeit (für jedes 1 Punkt)
2. Frage nach dem aktuellen Aufenthaltsort (nicht dem Wohnort) und ergänzendes Nachfragen bzgl. Bundesland, Stadt oder Landkreis, Ort oder Stadtteil, Name des Krankenhauses (o. ä.), Stockwerk oder Station (für jedes 1 Punkt)
3. sich drei Begriffe (Apfel, Pfennig, Tisch) zu merken und nachzusprechen (für jedes 1P)
4. von 100 sieben zu subtrahieren und vom Ergebnis ebenso und so fort, fünfmal (für jedes richtige Zwischenergebnis 1 Punkt, auch wenn das vorhergehende Ergebnis falsch war, aber wiederum richtig sieben subtrahiert wurde) (93, 86, 79, 72, 65)
5. die drei gemerkten Begriffe von Aufgabe 3 zu wiederholen (für jeden 1P)
6. einen Stift und eine Armbanduhr, die gezeigt werden, richtig zu benennen (je 1P)
7. die Phrase „kein wenn und oder aber“ richtig nachzusprechen (1P)
8. die drei Anweisungen richtig zu befolgen; ein Blatt Papier zu nehmen, es zu falten, es auf den Boden zu legen (je 1P)
9. die Aufforderung „AUGEN ZU“ von einem Blatt zu lesen und zu befolgen (1P)
10. irgendeinen Satz zu formulieren und aufzuschreiben. Richtige Orthografie und Grammatik sind nicht gefordert, jedoch muss der Satz mindestens ein Subjekt und ein Prädikat enthalten und ohne Vorgabe spontan erdacht werden (1P)
11. zwei Fünfecke zu zeichnen, die sich überschneiden. Eine Vorlage wird angeboten. (1P)

Folgende Punkte sind bei der Durchführung unbedingt zu beachten, um Verfälschungen des Ergebnisses zu vermeiden:
1. Gewährleistung einer störungsfreien Atmosphäre während der Untersuchung (z. B. können „hilfsbereite“ Angehörige das Testergebnis in beide Richtungen verfälschen).
2. Sensorische Einschränkungen wie reduzierte Seh- und Hörleistung können das Testergebnis maßgeblich beeinflussen. Solche Einschränkungen müssen unbedingt vor Testbeginn ausgeschlossen oder behoben werden (Brille, Hörgerät).
3. Eine reizlose Krankenhausumgebung kann zu einer Abnahme der Hirnleistung führen (Minimum in der dritten Woche des Krankenhausaufenthalts). Dabei kann sich der messbare Intelligenzquotient um bis zu 20 Punkte verschlechtern.
4. Schmerzen beeinträchtigen die Aufmerksamkeit.
5. Scham oder Scheu in der Untersuchungssituation kann das Ergebnis ebenso negativ beeinflussen wie die parallele Auseinandersetzung mit möglicherweise gerade neu diagnostizierten Erkrankungen.

### Auswertung
Für jede erfolgreich bewältigte Aufgabe bekommt der Patient einen Punkt. Die Punkte werden nach Beendigung des Tests aufsummiert. Die Skala reicht von 0 bis 30 Punkten, wobei 30 für uneingeschränkte, 0 für schwerstmöglich geschädigte kognitive Funktionen steht. Der Grenzwert für normale kognitive Funktionen wird häufig bei 24 Punkten festgelegt. Niedrigere Werte begründen den Verdacht auf Vorliegen einer zumindest leichten Demenz. Werte unter 10 sprechen für eine schwere Demenz. Auch die Testauswertung nimmt nur wenige Minuten in Anspruch.

## Bewertung und Kritik
Der Test ist ein hochökonomisches und besonders einfach durchzuführendes Verfahren zum Schnell-Screening auf Demenz, welches zwei der drei zentralen Demenz-Diagnosekriterien erfasst (Gedächtnisstörungen, Beeinträchtigung mindestens einer weiteren kognitiven Funktion). Bei seiner Anwendung ist jedoch die extreme Anfälligkeit des Tests für Störeinflüsse (s. o.) zu beachten. Darüber hinaus liefert der MMST nur eine grobe Einschätzung kognitiver Defizite, die bei Vorliegen eines kritischen Testwertes durch weitere Verfahren gestützt und überprüft werden muss. Die Einteilung der Schweregrade wurde ursprünglich für Studien zur Alzheimer-Demenz entwickelt, in der Praxis zeigt sich jedoch eine Relevanz der Kriterien auch für andere Demenzformen. Der MMST ist kein Instrument zur Früherkennung von Demenz und hilft auch nicht bei der Unterscheidung der verschiedenen Demenzformen (Alzheimer-, vaskuläre, frontale Demenz).
Neben den neurodegenerativen Hirnveränderungen einer Demenz können auch Depressionen zu teilweise erheblichen Einschränkungen der kognitiven Funktionen führen. Fällt der MMST also positiv aus, ist die sorgfältige diagnostische Abgrenzungen zur Depression (und insbesondere zur Altersdepression) unumgänglich. Trotzdem ist der Mini-Mental-Status-Test ein effizientes Screeningverfahren beim Verdacht auf dementielle Erkrankungen und „sein Einsatz einem Verzicht auf jede Testung vorzuziehen“ (Berger, S. 303). Darüber hinaus eignet er sich sehr gut dazu, das Fortschreiten dementieller Erkrankungen zu überwachen und gegebenenfalls den Erfolg therapeutischer Maßnahmen zu überprüfen (Verlaufskontrolle).

## Andere Verfahren
- DemTect (Screening-Verfahren, speziell zur Früherkennung)[4]
- Uhren-Zeichen-Test[5]
- Test zur Früherkennung von Demenzen mit Depressionsabgrenzung (TFDD)[6]
- Clinical Dementia Rating (CDR), Verfahren zur Erhebung des Schweregrades von Demenz, besonders der „nicht-kognitiven“ Beeinträchtigungen[7]
- Functional Assessment Staging (FAST), Schweregrad-Abschätzung in Früh- und Spätstadien der Demenz[8][9]
- Montreal Cognitive Assessment (MoCA)[10][11]
- Self-Administered Gerocognitive Exam (SAGE)[12]